# Marko Simonović
Marko Simonović (cyr. Марко Симоновић; ur. 15 października 1999 w Kolašinie) – czarnogórski koszykarz, występujący na pozycjach silnego skrzydłowego lub środkowego, reprezentant kraju, obecnie zawodnik Chicago Bulls.

## Osiągnięcia
Stan na 16 grudnia 2021, na podstawie, o ile nie zaznaczono inaczej.
Drużynowe
- Wicemistrz:
  - Serbii (2021)
  - Słowenii (2019)
- Finalista Pucharu Serbii (2021)

Indywidualne
- MVP kolejki ligi adriatyckiej (1, 19 – 2020/2021)
- Zaliczony do I składu ligi adriatyckiej (2021)
- Lider ligi adriatyckiej w zbiórkach (2021)

### Reprezentacja
Seniorska
- Uczestnik kwalifikacji do Eurobasketu (2020)

Młodzieżowe
- Mistrz Europy U–18 dywizji B (2016)
- Uczestnik mistrzostw Europy:
  - U–20 (2018 – 12. miejsce, 2019 – 12. miejsce)
  - U–18 (2017 – 13. miejsce)
  - U–16 (2015 – 12. miejsce)
- Lider mistrzostw Europy U–20 w zbiórkach (2019)